# Hermann Bonitz

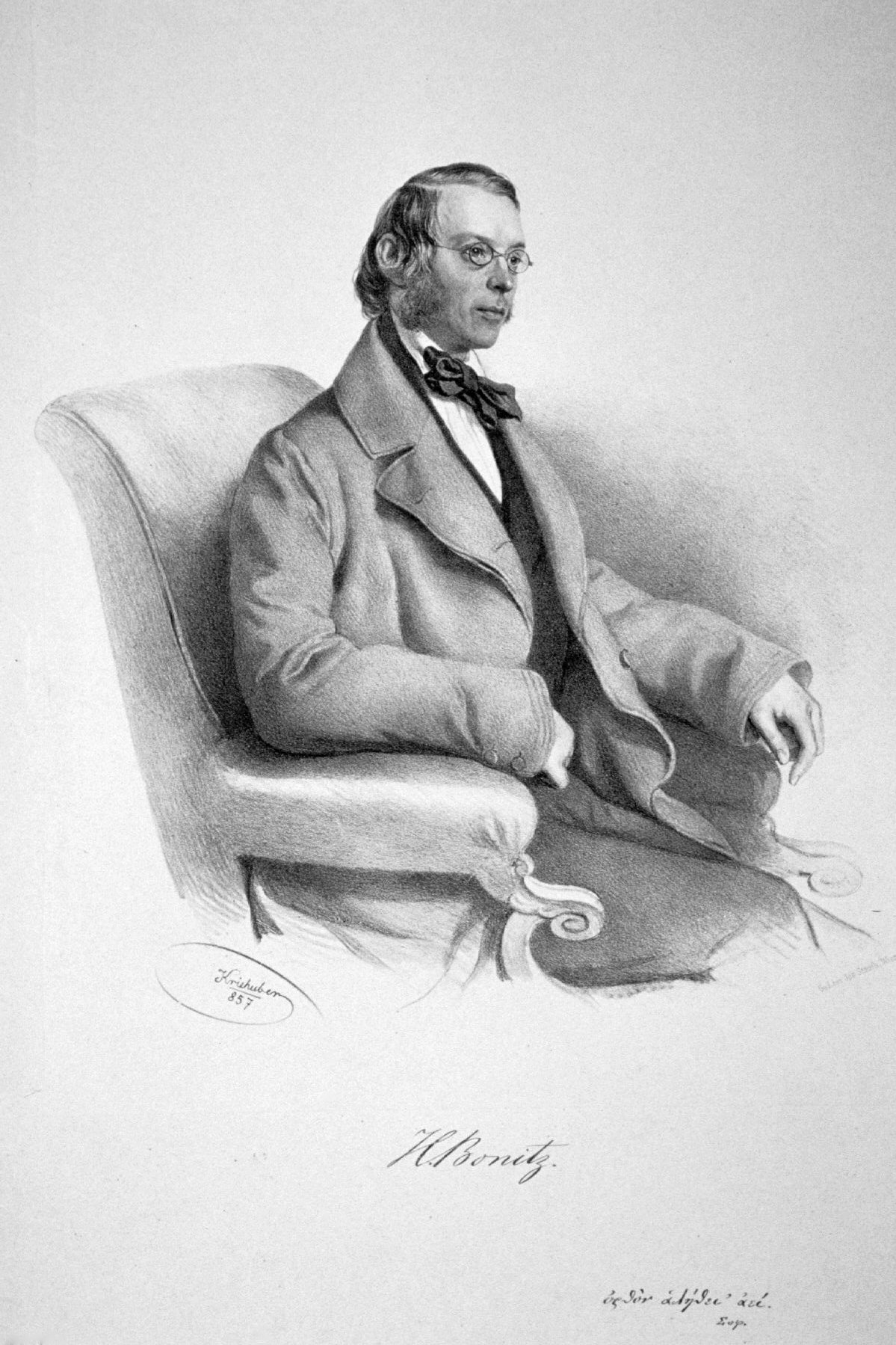
Hermann Bonitz, lithographie de Josef Kriehuber, 1857

Herman Bonitz (né le 29 juillet 1814 à Langensalza (royaume de Saxe) et mort le 25 juillet 1888 à Berlin) est philologue, philosophe et réformateur scolaire à Vienne et à Berlin.

## Biographie
Herman est le sixième enfant du pasteur et surintendant Karl Friedrich Bonitz et de sa mère Maria Sophia Bonitz née Schmalkalden. Après l'école publique de Schulpforta, un ancien monastère cistercien près de Naumbourg, il étudie la philosophie, la philologie, la théologie et les mathématiques à l'université de Leipzig et la philologie à l'université Frédéric-Guillaume de Berlin. En 1835, il épouse Bertha Maria Semmel, fille du maire de Gera, marchand et propriétaire du manoir Marcus Friedrich Semmel (1751-1801). Après avoir obtenu son doctorat à Leipzig en 1836, il travaille dans les écoles jusqu'en 1849, d'abord comme enseignant à Dresde, à partir de 1838 comme professeur principal à Berlin, et à partir de 1842 comme professeur de lycée à Stettin.
En 1849, par l'intermédiaire de Franz Serafin Exner, il est nommé professeur de philologie classique à l'université de Vienne. Avec Exner, il rédige la réforme menée sous la direction du ministre de l'Éducation Leo comte Thun-Hohenstein en un lycée de 8 ans avec la Maturitätsprüfung. En 1867, Hermann Bonitz retourne à Berlin dans le cadre de sa nomination en tant que directeur du lycée berlinois du monastère franciscain et directeur du Séminaire pédagogique royal pour les écoles savantes. À partir de 1875, il est conseiller secret du gouvernement et chargé de cours au ministère de l'Éducation. À partir de 1850, il est membre étranger de l'Académie bavaroise des sciences. En 1867, il est accepté comme membre à part entière de l'Académie prussienne des sciences.
En 1888, Hermann Bonitz se retire de la vie active en tant que conseiller supérieur du gouvernement secret et meurt le 25 juillet 1888 à Berlin peu avant son 74e anniversaire. Un groupe de monuments dédiés aux réformateurs du système éducatif autrichien, Leo comte Thun-Hohenstein, Franz Exner et Hermann Bonitz, est conçu par le sculpteur Carl Kundmann dans la cour d'arcade de Vienne du bâtiment principal de l'université.
En 1954, la Bonitzgasse est nommée en son honneur à Vienne-Floridsdorf (21e arrondissement).

## Travaux
Avec Franz Serafin Exner, Bonitz joue un rôle crucial dans la réforme du système scolaire à Vienne et à Berlin. Ses travaux approfondis sur Platon et Aristote, son Index Aristotelicus (Berlin 1870), les Platonischen Studien (1875, 1886) et sa traduction de la Métaphysique d'Aristote (Berlin 1890) deviennent des ouvrages de référence dans les sciences humaines.

## Publications
- Disputationes Platonicae Duae (1837); Platonische Studien (3. Ausg. Hrsg., 1886)
- Observationes Criticae in Aristotelis Libros Metaphysicos (1842)
- Observationes Criticae in Aristotelis quae feruntur Magna Moralia et Ethica Eudemia (1844)
- Alexandri Aphrodisiensis Commentarius in Libros Metaphysicos Aristotelis (1847)
- Aristotelis Metaphysica (1848–1849)
- Über die Kategorien des A. (1853)
- Aristotelische Studien (1862–1867)
- Index Aristotelicus (1870)
- Über den Ursprung der homerischen Gedichte (5. Ausg., Hrsg. von R. Neubauer, 1881)
- Beiträge zur Erklärung des Thukydides (1854), des Sophokles (1856–1857)

Une liste complète de ses écrits peut être trouvée dans Theodor Gomperz dans son Biographisches Jahrbuch fuer Altertumskunde (1890).